# Four Seasons Hotel and Residences West
Four Seasons Hotel and Residences ist ein Hotel- und Wohnkomplex in Toronto, Ontario, Kanada. Der Wohnkomplex besteht aus zwei Hochhäusern, das Hotelgebäude ist ca. 205 Meter hoch mit 55 Etagen und das Wohngebäude ca. 125 Meter hoch mit 30 Etagen. Der Gebäudekomplex befindet sich an der 36 Yorkville Avenue im Stadtteil Yorkville. Das Hotel wird von der kanadischen Hotelkette Four Seasons Hotels and Resorts betrieben.
Die Gebäude wurden von Peter Clewes von architectsAlliance entworfen. Der Gebäudekomplex wurde von Menkes Development Inc. gebaut. Das Penthouse im 55. Stock wurde für 28 Millionen C$ von einer unbekannten Person gekauft. Dies war das am teuersten verkaufte Apartment in Kanada.

## Ausstattung
Das Gebäude wird über einen großen Ballsaal, Restaurants,  mehrere Konferenzräume, Spa- und Wellnesseinrichtungen, Fitnessstudio und Swimmingpool und eine Parkanlage verfügen.